# 生きて、悔いなし
『生きて、悔いなし』（いきて、くいなし）は、2010年6月18日にビクターより発売された橋幸夫の176枚目のシングルである。CD（VICL-36588）とカセットテープ（VISL-36588）の2形式で発売された。

## 概要
- 作詞作曲は小椋佳。橋（1943年生まれ）と小椋（1944年生まれ）は同世代で、前作の『 母を恋うる歌』に続いての共演となっている。
- 楽曲は橋の芸能生活50周年記念曲となっており、CDの帯には「未来ため、50年の歌人生を振り返り、そしてまた歩き出す。」と記されている。
- 楽曲名は、制作に当たっての打合でこれまでの歌手生活について話をする中で、小椋が、「それじゃあ、橋さんは、生きて悔いなしですか？」と聞き、「そうですね」と答えたら、それがそのままタイトルになったとされている[2]。
- 橋が、自分の歌手人生を唄ったものとしては、1976年11月リリースの『人生はまだ語れない』（吉田正作曲）、1999年4月リリースの『歌』（遠藤実作曲）が知られている。前者は、デビューから15年経過した時点での歌手人生を謳ったもの[3]だが、本楽曲はリバスター時代を踏まえての芸能活動全般を振り返っての曲となっている。
- 小椋に楽曲制作を依頼したことについては、恩師の吉田正や遠藤実亡きあとは、自分の芸能人生50年を振り返る曲となると「小椋さんくらいしか、書いてくれる人はいないんじゃないかなって気がした」とも述べている[4]。
- 編曲は前作『[母を恋うる歌』同じく宮下博次で、橋とは リバスター時代にアルバムで何曲も共演している。
- c/w『旅の支度』は、作詞作曲は椎名透明、編曲は宮下博次である。
- ジャケットの内面に歌詞が記されているが、別に、両曲の歌詞ならびに楽譜が記された歌詞カードが付属する。

## 収録曲
1. 生きて、悔いなし
作詞、作曲： 小椋佳、編曲：宮下博次
2. 旅の支度
作詞、作曲： 椎名透明、編曲：宮下博次

## 収録アルバム
- アルバム
  - 『道程（みちのり）』芸能生活50周年記念盤 [2010年6月18日]（VIZL-584）DVDに収録
- CD-BOXでは
  - 『橋幸夫のすべて』（CD-BOX 5枚組　全105曲収録） [2011年2月8日発売]Disc5に収録
  - 『橋幸夫ベスト100+カラオケ15』（CD-BOX 5+1枚組） [2015年10月28日発売]Disc3に収録